# Großer Krottenkopf
Il Großer Krottenkopf è una montagna delle Alpi, alta 2.657 m. È la cima più elevata delle Alpi Bavaresi.

## Geografia
Si trova lungo la linea di confine tra Germania e Austria.